# North Spearfish
North Spearfish és una concentració de població designada pel cens dels Estats Units a l'estat de Dakota del Sud. Segons el cens del 2000 tenia 2.306 habitants.

## Demografia
Segons el cens del 2000, North Spearfish tenia 2.306 habitants, 857 habitatges, i 611 famílies. La densitat de població era de 214,5 habitants per km².
Dels 857 habitatges en un 37,9% hi vivien nens de menys de 18 anys, en un 58,9% hi vivien parelles casades, en un 8,3% dones solteres, i en un 28,7% no eren unitats familiars. En el 20,4% dels habitatges hi vivien persones soles el 4,6% de les quals corresponia a persones de 65 anys o més que vivien soles. El nombre mitjà de persones vivint en cada habitatge era de 2,61 i el nombre mitjà de persones que vivien en cada família era de 3,04.
Per edats la població es repartia de la següent manera: un 26,8% tenia menys de 18 anys, un 11,7% entre 18 i 24, un 26,2% entre 25 i 44, un 24,1% de 45 a 60 i un 11,3% 65 anys o més.
L'edat mediana era de 35 anys. Per cada 100 dones de 18 o més anys hi havia 97,3 homes.
La renda mediana per habitatge era de 35.750 $ i la renda mediana per família de 40.455 $. Els homes tenien una renda mediana de 29.559 $ mentre que les dones 19.970 $. La renda per capita de la població era de 16.865 $. Entorn del 7,7% de les famílies i el 10,7% de la població estaven per davall del llindar de pobresa.

## Poblacions més properes
El següent diagrama mostra les poblacions més properes.